# ФК Раванград - 2018 Сомбор
ФК Раванград - 2018 је фудбалску клуб из Сомбора, Србија, основан 2. јула 2018. године под именом "Спортско Фудбалско Удружење Станишић 1920" 
.
Крајем јула 2023. клуб је преименован у Раванград - 2018 и из Станишића пребачен у Сомбор, такмичи се у ПФЛ Сомбор, петом рангу српског фудбала.

## Историја
На тајној нелегитимној скупштини старог станишићког фудбалског клуба (која није била расписана да буде организована за 15 дана како пише у статуту клуба и на коју велика већина чланови скупштине клуба није ни позвана) одржаној 5. јуна 2018. године донета је одлука да се фудбалски клуб из села Станишић после 98 година премести у Сомбор.    На њој је тадашњи председник клуба Раде Јовановић заједно са још два члана скупштине (Драганом Дрча и Николом Елез) злоупотребио скупштину клуба и уз помоћ људи из сомборског савеза (Срђан Завишин и Славко Зобеница) дао пун легитимитет новонасталом фудбалском клубу, тадашње владајуће партије, ФК Раднички 1912 који постаје наследник станишићког фудбалског клуба. Дешавања у вези са таквим подухватом била су пропраћена контроверзама и међусобним оптужбама спортских радника и самих политичара у граду. Јавна је тајна да је новонастали Раднички 1912 политички клуб владајуће партије на чијем челу је главни СНС повереник, Зоран Рус, који стоји и иза новог фудбалског клуба из Станишића.  
Иако су након формирања клуба, лета 2018. године, састав прве екипе углавном чинили домаћи млади играчи, махом омладинци (старији играчи нису прихватили новооформирани клуб, остали су верни старом), како су године пролазиле тако се проценат домаћих играча "топио". Последње две године играчки кадар клуба „чине странци” (играчи махом из Апатина и Сомбора) без иједног играча из Станишића.

## Први чланови оснивачке скупштине клуба
Оснивачи новог фудбалског клуба били су (као и његови први чланови скупштине): Раде Јовановић, Драган Дрча (благајник), Денијел Дрча, Мара Дрча, Нада Дрча, Слободан Јовановић, Драган Загорац, Стеван Двокић, Душан Двокић, Немања Двокић, Саша Вукасовић, Миливој Ћосић, Маринко Приморац, Недељко Мусулин, Милутин Боснић, Душан Боснић, Зоран Маринковић (секретар), Славко Лакатош, Никола Допуђ, Дејан Андрић и Петар Стијеља.

## Председници
| Период        | Држава | Име           |
| ------------- | ------ | ------------- |
| 31. јул 2023. | Србија | Дамир Вуковић |

## Познати играчи
- Милан Богуновић
- Владимир Торбица